# Eduard Mautner
Eduard Mautner, magyarosan Mautner Ede (Pest, 1824. november 13. – Baden bei Wien, 1889. július 1.) osztrák író, műfordító.

## Élete
Bécsben és Prágában hallgatott fizikát, orvosi és jogi előadásokat, azután tanulmányutat tett Lipcsébe. Innét visszatérve 1847-ben Bécsben telepedett le, ahol az irodalommal foglalkozott. Barátja volt Moritz Hartmannak és fiatalon munkatársa lett az akkori legolvasottabb folyóiratoknak, melyekbe költeményeket és elbeszéléseket írt. 1853-ban Nyugat-Európában járt tanulmányúton, majd 1855-től a francia államvasúti társaság vezérigazgatója volt, 1865-ben pedig az udvari könyvtár tisztje lett, később a külügyminisztériumnál nyert alkalmazást. Ezen idő alatt a bécsi és külföldi hírlapoknál mint tárcaíró és színikritikus is működött. Írt számos regényt, színműveket, novellákat és verseket. Több francia és angol színművet is fordított németre.

## Munkái
- Gedichte. Leipzig, 1847
- Das Preislustspiel. Wien, 1851 (a Burgszínház pályadíját nyerte el.)
- Gräfin Aurora. Lustspiel. Uo. 1852
- Kleine Erzählungen. Uo. 1854
- In Catilinam. Uo. 1859 (III. Napoleon ellen írt szonettek.)
- Während der Börse. Lustspiel, 1863
- Eglantine, Schauspiel. Uo. 1863
- Die Sanduhr. Schauspiel. Uo. 1871
- Im augarten Scenischer Prolog. Uo. 1880
- Von der Aaar zur Donau. Festspiel. Uo. 1881

### Színművei
- Während der Börse (előadták a Carl-Theaterben)
- Eine Frau die an der Börse spielt (előadták a Carl-Theaterben)
- Ein Courier (a Burgtheaterben került színre)
- Eglantine (pályadíjat nyert)
- Preislustspiel (pályadíjat nyert)

### Elbeszélései
- Kleine Erzählungen

### Költeményei
- Gedichte
- Gegen Napoleon
- In Catilinam
- Ein Kranz geharnischter Sonnette